# Nes (Eysturoy)
Nes (dánul: Næs) település Feröer Eysturoy nevű szigetén. Közigazgatásilag Nes községhez tartozik.

## Földrajz

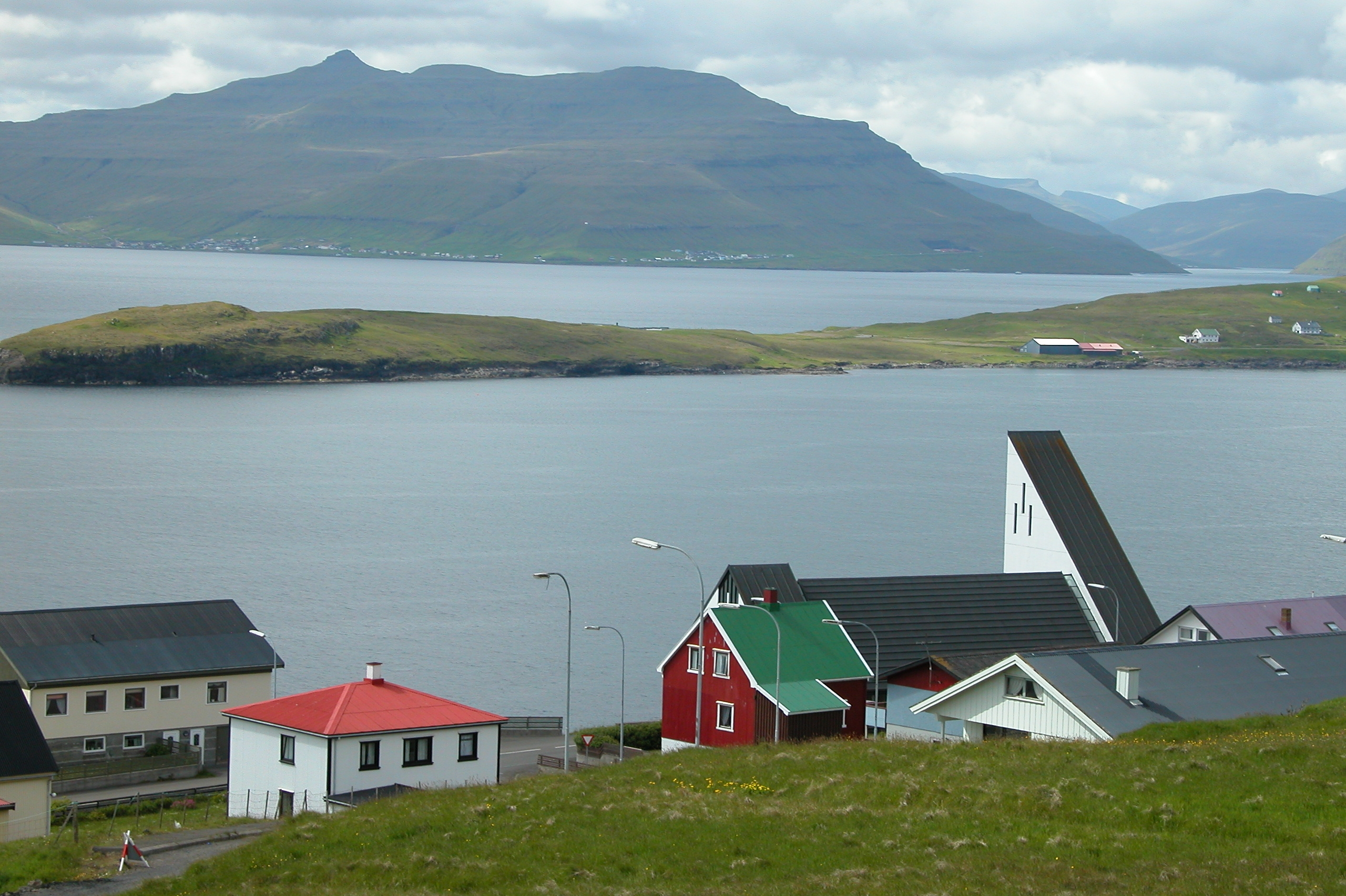
Nes ultramodern temploma illeszkedik a tájba

A település a Skálafjørður torkolatától délre fekszik. Fölötte található Feröer negyedik legnagyobb tava, a Toftavatn. A település jelenleg 69 házból áll.

## Történelem
Nest egyes források szerint 1541-ben alapították, amikor Heini Havreki letelepedett ezen a helyen, míg más források szerint első írásos említése az 1350-1400 között írt Kutyalevélben található. Fatemploma 1843-ban épült.
A második világháború alatt a brit hadsereg két nehézlöveget helyezett el Nesben, hogy védjék a fjordot és az olajlerakatot a németektől. A tengeralattjárók ellen egy acélhálót feszítettek ki a víz alatt a fjord bejáratánál. A háború után az egyik löveget a fjordba dobták, a másikat pedig az új toftiri kikötő alapozásához használták fel. Később az előbbit kiemelték a vízből, és visszahelyezték eredeti beton talapzatára; a másik talapzatra egy ház épült. A korábbi lőszerraktárban ma a környező földeken termelt burgonyát tárolják.

## Népesség
| Év              | Lakosság |
| --------------- | -------- |
| 1986. január 1. | 196      |
| 1991. január 1. | 207      |
| 1996. január 1. | 201      |
| 2001. január 1. | 214      |
| 2006. január 1. | 236      |

## Közlekedés
Nes zsákfalu: csak északi irányból, Toftir felől közelíthető meg. Autóbusz-összeköttetése nincsen.